# Miguel Cabrera Cabrera
Miguel Cabrera Cabrera (Gáldar, Gran Canaria, Canarias, 12 de marzo de 1948) es un arquitecto y político canario cuyo ámbito de actuación política ha sido la isla canaria de Fuerteventura.
Estudió el bachillerato hasta tercero en Fuerteventura por libre y después en el Instituto Pérez Galdós de la ciudad de Las Palmas de Gran Canaria, en Gran Canaria. Cursó la carrera de Arquitectura en las escuelas españolas de arquitectura de Madrid y Valencia, donde obtuvo la licenciatura en 1973. De regreso a Canarias, ejerció su profesión en Gran Canaria y Fuerteventura. En 1975 fue elegido miembro de la Junta de Gobierno del Colegio de Arquitectos hasta que dimitió al dar comienzo las elecciones generales de 1977.
Para las elecciones generales de 1977 fundó Asamblea Majorera, con la que fue elegido senador por Fuertenventura. No repitió en las siguientes, al ser superado por diez votos (4.468 frente a 4.458) por el candidato de UCD, pero fue nuevamente elegido en las elecciones generales de 1982. En las elecciones al Parlamento de Canarias de 1987 y 1991 fue elegido diputado por Asamblea Majorera.
En 2010 fue nombrado director general de Infraestructura Turística del gobierno de Canarias.